# Phaeopyxis varia
Phaeopyxis varia är en lavart som beskrevs av Coppins, Rambold & Triebel 1990. Phaeopyxis varia ingår i släktet Phaeopyxis, ordningen disksvampar, klassen Leotiomycetes, divisionen sporsäcksvampar och riket svampar.  Arten är reproducerande i Sverige. Inga underarter finns listade i Catalogue of Life.